# Marquesat d'Anvers
El Marquesat d'Anvers (inicialment Marca d'Anvers) era un feu del Sacre Imperi Romanogermànic que es va crear a la fi del segle X quan la dinastia otoniana (Otó I, Otó II i Otó III) van crear marques a les fronteres del llur regne.

## Història

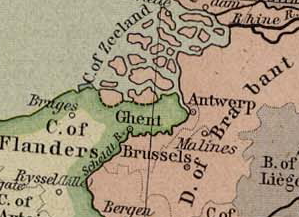
El marquesat d'Anvers el 1477

Abans del segle VII el territori s'anomenava « país de Ryen », het land van Ryen; al tractat de partició del 870 se li dona el rang de comtat però no hi conten comtes; el perill normand i la proximitat de la frontera amb França va obligar a formar unes marques defensives frontereres i juntament amb les marques de Valenciennes i d'Ename formà una zona de contenció als marges de l'Escalda per a protegir el territori contra els francesos i els vikings. El 984 l'important territori de Toxàndria es fa afegir al marquesat.
Al segle xi, el marquesat era un feu imperial i fou donat al duc de Baixa Lotaríngia i en successió continuada va passar als següents ducs, fins al 1076, quan Jofré de Bouillon fou privat del ducat, però se li va permetre conservar el marquesat i el comtat de Bouillon amb títol de duc; Godofreu va recuperar després el favor imperial i fou també duc de Baixa Lorena el 1089, però des del 1096 va estar absent a la Croada on va arribar a rei de Jerusalem (1099) morint l'any següent sense successió.
Llavors l'emperador va concedir la Baixa Lorena i el marquesat d'Anvers (Bouillon havia estat venut al principat-bisbat de Lieja el 1095) a Entic I de Limburg. Li va disputar el ducat Godofreu I de Lovaina i el 1106 l'emperador va donar el marquesat a aquest darrer que es titulava duc de Brabant. Des d'aleshores, el marquesat va esdevenir un territori en unió personal amb el ducat de Brabant, de manera que sempre el duc era també marquès. El 1200, Breda (Països Baixos) va integrar-se al marquesat.
El marquesat el formava la vila d'Anvers i el seu districte i els anomenats set cantons o set districtes d'Anvers. Els set cantons eren Ryen; Hoogstraten (antigament escrit Hoogstraeten), Herentals (antigament escrit Herenthals), Turnhout, Arckel, Zandhoven (antigament escrit Santhoven) i Geel (antigament escrit Gheel).
De vegades el marquesat va tenir un vot als Estats Generals dels Països Baixos, però més sovint va estar associat al ducat de Brabant en la representació de les Disset Províncies. Les localitats més importants eren les ciutats Antwerpen, Breda, Bergen op Zoom, Lier i Herentals, les llibertats de Hoogstraten i Turnhout i les entitats de Geel i Zandhoven.
Després de la guerra dels Vuitanta Anys, Breda esdevingué part del Brabant dels Estats, una terra de la Generalitat. Després del setge d'Anvers (1584-1585), Espanya va annexar la ciutat portuària. Això va conduir a la primera escissió del ducat de Brabant. El 1713, el territori passà sota el domini dels austríacs. El 1795, fou annexat a França i integrat al departament dels dos Netes. El 1815 serà integrat al Regne Unit dels Països Baixos i el 1830 al Regne de Bèlgica.

## Llista de marquesos
- 1008 - 1044 Goteló I el Gran, duc de Baixa Lotaríngia i després d'Alta Lotaríngia, reunint les dues)
- 1044 - 1046 Goteló II de Baixa Lotaríngia el Dropo o el Gandul (dubtós)
- 1046 - 1065 Frederic de Luxemburg, duc de Baixa Lotaríngia
- 1065 - 1069 Godofreu II el Barbut, duc de Baixa Lotaríngia
- 1070 - 1076 Godofreu III el Geperut
- 1076 - 1100 Jofré de Bouillon o Godofreu IV de Baixa Lotaríngia
- 1101 - 1106 Enric I de Limburg
- 1106 - 1128 Godofreu I de Lovaina el Barbut, el Coratjós o el Gran
- 1140 - 1142 Godofreu II de Lovaina
- 1142 - 1190 Godofreu III de Lovaina
- 1190 - 1235 Enric I de Brabant